# BMW X5
El BMW X5 es un vehículo deportivo utlitario de gran lujo del segmento E producido por el fabricante alemán de automóviles BMW desde el año 1999. La segunda generación del X5 se presentó en 2006. Algunos de sus rivales son el Acura MDX, el Audi Q7, el Mercedes-Benz Clase GLE, el Range Rover Sport, el Porsche Cayenne y el Volkswagen Touareg. Al igual que el Volvo XC90, el X5 carece de reductora.

## Primera generación (E53, 1999-2006)
La primera generación del X5, denominada internamente E53, fue presentada en 1999. Ya es considerado un clásico, en muchos países, por ser el primer todoterreno de tracción integral de la historia de BMW, con una revalorización muy alta.[cita requerida] Son muy buscadas y cotizadas las unidades del E53  que montan el cambio de marchas manual y el legendario motor M54B30 de gasolina incorporado en las versiones 3.0i, famoso por su gran fiabilidad, altas prestaciones y bajo consumo lo cual le hizo merecedor de ser incluido  en la lista de los mejores motores del mundo, la  "Ward's 10 Best Engines list" durante los años 2001 al 2003. La combinación del cambio de marchas manual, en conjunción con el motor atmosférico de seis cilindros en línea M54B30, otorga un tacto deportivo al X5 muy apreciado por los puristas y connoisseurs de la marca. El motor M54B30 incorporaba toda la tecnología punta de BMW en construcción de motores, como la distribución variable doble VANOS en admisión y en escape, cuatro válvulas por cilindro, una bobina de encendido directo por cilindro, bujías de platino de cuatro electrodos, admisión variable, etc.   
La suspensión independiente a las cuatro ruedas, con eje trasero multilink de cinco brazos de paralelogramo deformable, unida a la tracción integral le confieren una estabilidad magnífica para un todoterreno. En el 2005 se produjo el BMW X5 número 500.000, cinco años y medio después de su introducción al mercado. La planta de Spartanburg ha producido un total de 616.867 unidades del E53. Desde su lanzamiento el BMW X5 fue equipado con los sistemas electrónicos de seguridad activa más avanzados del momento como el control de estabilidad DSC, el control de tracción ASC-X, el antibloqueo de frenos ABS, el autoblocante electrónico del diferencial ADB-X, el control de frenada en curva CBC, el control dinámico de asistencia a la frenada de emergencia DBC, el control automático de descenso en pendientes HDC. La seguridad pasiva del X5 E53 era sobresaliente gracias a una carrocería monocasco autoportante de deformación programada, y a múltiples airbags superiores para la protección de la cabeza, frontales y laterales. En el 2000, el BMW X5 obtuvo una calificación de seguridad mayor que la de los demás todoterrenos probados en el Insurance Institute for Highway Safety de Estados Unidos, y fue nombrado como la "Mejor Elección" para todoterrenos medianos por su superior  seguridad  activa y pasiva. En el 2003 la exigente EuroNCAP  concedió al BMW X5 E53 la máxima calificación de cinco estrellas,  en la protección de los ocupantes del vehículo en caso de colisión.
El X5 recibió para el modelo 2003 una revisión importante, cambiando 2100 piezas, que lo dotó con el sistema de tracción integral "xDrive" estrenado en el X3, nuevos motores de 6 y 8 cilindros, cambios en el diseño exterior como los nuevos faros, riñones frontales más grandes, rines, defensas, etc. El modelo 2003 estaba disponible con caja de cambio manual o automático, para las dos versiones 6 cilindros de 5 velocidades y para las dos versiones V8 de 6 velocidades.
En 2004, al igual que el resto de los BMW, el X5 recibió el kit Bluetooth con el paquete Prémium. Además, todos los modelos tenían lámparas de xenón HID y las versiones V8 montaban faros adaptativos para curvas.
Se dejó de fabricar en diciembre de 2006; ha sido el mayor éxito de BMW desde el Serie 3, ya que solo en su primera generación vendió aproximadamente 625.000 unidades. La última unidad fue un BMW X5 Toledo Blue 3.0i con interior en cuero color café (Truffle Brown) y molduras de madera oscura (Dark Grain Poplar). Debido a su importancia para BMW, la fábrica conservará el vehículo y lo mostrará en el museo Zentrum como parte de la Colección de Tradición Móvil de BMW (BMW Mobile Tradition Collection).

### Motorizaciones
| Periodo                        | 2000-2006                                                                | 2000-2003                 | 2003-2006                 | 2002-2003                 | 2004-2006                 |
| Identificación del motor       | M54 B30                                                                  | M62 TUB44                 | N62 B44                   | M62 B46                   | N62 B48                   |
| Tipo de motor                  | L6 24v                                                                   | V8 32v                    | V8 32v                    | V8 32v                    | V8 32v                    |
| Diámetro x carrera             | 84.0 mm × 89.6 mm                                                        | 92.0 mm × 82.7 mm         | 92.0 mm × 82.7 mm         | 93.0 mm × 85.0 mm         | 93.0 mm × 88.3 mm         |
| Cilindrada                     | 2979 cm³                                                                 | 4398 cm³                  | 4398 cm³                  | 4619 cm³                  | 4799 cm³                  |
| Relación de compresión         | 10.2: 1                                                                  | 10.0: 1                   | 10.0: 1                   | 10.5: 1                   | 10.5: 1                   |
| Potencia máxima: CV (kW) @ rpm | 231 CV (170 kW) @ 5900                                                   | 286 CV (210 kW) @ 5400    | 320 CV (235 kW) @ 6100    | 347 CV (255 kW) @ 5700    | 360 CV (265 kW) @ 6200    |
| Par máximo: Nm @ rpm           | 300 Nm @ 3500                                                            | 440 Nm @ 3600             | 440 Nm @ 3700             | 480 Nm @ 3700             | 500 Nm @ 3500             |
| Tracción                       | Total (xDrive)                                                           | Total (xDrive)            | Total (xDrive)            | Total (xDrive)            | Total (xDrive)            |
| Transmisión                    | Manual, 5 velocidades. Manual, 6 velocidades / Automática, 5 velocidades | Automática, 5 velocidades | Automática, 6 velocidades | Automática, 5 velocidades | Automática, 6 velocidades |
| Peso                           | 2070 kg                                                                  | 2180 kg                   | 2195 kg                   | 2180 kg                   | 2275 kg                   |
| Aceleración 0–100 km/h         | 8.5 s                                                                    | 7.5 s                     | 7.0 s                     | 6.5 s                     | 6.1 s                     |
| Velocidad máxima               | 202 km/h                                                                 | 206 km/h                  | 210 km/h                  | 240 km/h                  | 246 km/h                  |
| Consumo combinado (L/100 km)   | 12.9                                                                     | 13.9                      | 13.1                      | 14.9                      | 13.5                      |

| Periodo                        | 2001-2003                                                  | 2003-2006                                                  |
| Identificación del motor       | M57 D30                                                    | M57 TUD30                                                  |
| Tipo de motor                  | L6 24v, inyección directa, common-rail, turbo, intercooler | L6 24v, inyección directa, common-rail, turbo, intercooler |
| Diámetro x carrera             | 84.0 mm × 88.0 mm                                          | 84.0 mm × 90.0 mm                                          |
| Cilindrada                     | 2926 cm³                                                   | 2993 cm³                                                   |
| Relación de compresión         | 18.0: 1                                                    | 18.0: 1                                                    |
| Potencia máxima: CV (kW) @ rpm | 184 CV (135 kW) @ 4000                                     | 218 CV (160 kW) @ 4000                                     |
| Par máximo: Nm @ rpm           | 410 Nm @ 2000-3000                                         | 500 Nm @ 2000-2750                                         |
| Tracción                       | Total (xDrive)                                             | Total (xDrive)                                             |
| Transmisión                    | Manual, 5 velocidades / Automática, 5 velocidades          | Automática, 6 velocidades                                  |
| Peso                           | 2155 kg                                                    | 2180 kg                                                    |
| Aceleración 0–100 km/h         | 10.1 s                                                     | 8.3 s                                                      |
| Velocidad máxima               | 200 km/h                                                   | 210 km/h                                                   |
| Consumo combinado (L/100 km)   | 9.7                                                        | 9.4                                                        |

### Premios
- Australia's Best Luxury Four Wheel Drive en 2001.
- Australia's Best Luxury Four Wheel Drive en 2002.

## Segunda generación (E70, 2006-2013)
A finales de 2006 fue presentada la segunda generación del X5, con un mayor tamaño y por primera vez con versiones de siete plazas. Este nuevo modelo tiene el código E70. El X5 es fabricado en la planta de Spartanburg, Carolina del Sur, Estados Unidos.
La cabina del X5 puede tener cinco o siete plazas, e incluye soluciones prácticas para el espacio de carga como asientos traseros que se pliegan para dejar el espacio de carga completamente plano. Todos los X5 tienen el sistema de tracción total xDrive, cuyo desempeño fue mejorado gracias a una comunicación más eficiente con el sistema de control dinámico de estabilidad.
Como todos los modelos BMW, el precio del X5 incluye cuatro años de mantenimiento, que cubren desde los cambios de aceite hasta el reemplazo de las pastillas de los frenos. 
El X5 2007 incluye una larga lista de sistemas de seguridad, la mayoría de ellos diseñados exclusivamente por BMW, como el Active Front Steering, Active Roll Stabilization y Vertical Dynamic Management.
Desde el punto de vista tecnológico, el X5 fue el primer coche en el mercado con la tecnología FlexRay. El FlexRay es un nuevo estándar para la transmisión de datos de forma eficiente, rápida y segura. El E70 hace uso de este estándar para la transmisión de datos entre una centralita central y cuatro centralitas satélites colocadas en los amortiguadores. Este sistema permite una reacción y equilibrio extremadamente rápido a baches en el camino.
La versión 2006 calza unos neumáticos 255/55 18; opcionalmente, se puede llegar hasta 275/40 20 delante y 315/35 20 detrás. Opcionalmente pueden ser run-flat (opción única en el segmento). Lleva faros HID adaptativos en las versiones prémium, diez airbags, tensores de emergencia en los cinturones de las dos primeras filas de asientos, limitadores de tensión en los asientos delanteros y argollas Isofix en los asientos de la segunda fila, caja de cambios automática de seis velocidades, suspensión delantera McPherson con dos brazos inferiores y detrás un paralelogramo deformable de tipo multibrazo.

### Motorizaciones
BMW ofrece cuatro opciones de motorización para el X5. Con respecto a la generación anterior, los motores recibieron modificaciones para hacerlos más potentes y eficientes que los anteriores. El motor de seis cilindros diésel (xDrive30d y xDrive 30sd) es de aluminio. Este 6 cilindros de 3.0 litros de cilindrada desarrolla una potencia de 235 o 286 cv. El BMW X5 que utilice este propulsor tiene un consumo medio de 8,5 l/100 km. Acelera de 0 a 100 km/h en 8,3 segundos y alcanza una velocidad máxima de 240 km/h. 
El motor gasolina de 3.0 litros de cilindrada (xDrive 30si) ofrece una potencia de 272 cv y un par máximo de 400 Nm. Este motor permite al X5 acelerar de 0 a 100 km/h en 8,1 s y alcanzar una velocidad máxima de 225 km/h. Para tener una referencia, el Porsche Cayenne (SUV de similares características) tiene menor rendimiento y consume más combustible, ya que el 3.0 de BMW tiene un consumo promedio de 10,7 litros cada 100 km. El bajo consumo es consecuencia de la distribución de tipo Valvetronic.
El motor más potente que equipa el nuevo X5 es un V8 gasolina (xDrive48i) de 4.8 litros de cilindrada que desarrolla 355 cv de potencia máxima. Con un par máximo de 475 Nm, este motor lleva al X5 hasta una velocidad máxima de 240 km/h, mientras que acelera de 0 a 100 km/h en 6,5 segundos. El consumo de combustible promedio es de 12,3 litros cada 100 km recorridos. 
En todos los casos la transmisión se realizará a través una caja automática de seis velocidades. La diferencia con la caja que equipaba al modelo anterior radica en el nuevo convertidor de par hidráulico, que permite que el tiempo transcurrido entre el acople de un cambio a otro sea menor; es decir, que ahora los cambios pasan un cincuenta por ciento más rápido. A diferencia de la primera generación, el X5 ya no existe con la caja de cambios manual.
El X5 posee un coeficiente aerodinámico que está cerca de 0,33. La mayoría de los vehículos de este tipo están más cerca de coeficientes del orden de 0,4. 
| Periodo                        | 2006-2010                 | 2010-2013                                                 | 2006-2010                 | 2010-2013                                       | 2009-2013                                       |                |
| Identificación del motor       | N52 B30                   | N55 B30                                                   | N62 B48                   | N63 B44                                         | S63 B44                                         |                |
| Tipo de motor                  | L6 24v                    | L6 24v, inyección directa, turbo twin-scroll, intercooler | V8 32v                    | V8 32v, inyección directa, biturbo, intercooler | V8 32v, inyección directa, biturbo, intercooler |                |
| Diámetro x carrera             | 85.0 mm × 88.0 mm         | 84.0 mm × 89.6 mm                                         | 93.0 mm × 88.3 mm         | 89.0 mm × 88.3 mm                               | 89.0 mm × 88.3 mm                               |                |
| Cilindrada                     | 2996 cm³                  | 2979 cm³                                                  | 4799 cm³                  | 4395 cm³                                        | 4395 cm³                                        |                |
| Relación de compresión         | 11.0: 1                   | 12.0: 1                                                   | 10.5: 1                   | 10.0: 1                                         | 10.0: 1                                         |                |
| Potencia máxima: CV (kW) @ rpm | 272 CV (200 kW) @ 6650    | 306 CV (225 kW) @ 5800                                    | 355 CV (261 kW) @ 6300    | 408 CV (300 kW) @ 5500-6400                     | 555 CV (408 kW) @ 6000                          |                |
| Par máximo: Nm @ rpm           | 315 Nm @ 2750             | 400 Nm @ 1200-5000                                        | 475 Nm @ 3400-3800        | 600 Nm @ 1750-4500                              | 680 Nm @ 1500-5650                              |                |
| Tracción                       | Total (xDrive)            | Total (xDrive)                                            | Total (xDrive)            | Total (xDrive)                                  | Total (xDrive)                                  | Total (xDrive) |
| Transmisión                    | Automática, 6 velocidades | Automática, 8 velocidades                                 | Automática, 6 velocidades | Automática, 8 velocidades                       | Automática, 6 velocidades                       |                |
| Peso                           | 2000 kg                   | 2070 kg                                                   | 2105 kg                   | 2190 kg                                         | 2305 kg                                         |                |
| Aceleración 0–100 km/h         | 8.1 s                     | 6.8 s                                                     | 6.5 s                     | 5.5 s                                           | 4.7 s                                           |                |
| Velocidad máxima               | 210 km/h                  | 240 km/h                                                  | 240 km/h                  | 250 km/h (Limitada electrónicamente)            | 250 km/h (Limitada electrónicamente)            |                |
| Consumo combinado (L/100 km)   | 10.2                      | 10.1                                                      | 12.0                      | 12.5                                            | 13.9                                            |                |

| Periodo                        | 2007-2010                                                  | 2010-2013                                                  | 2007-2010                                                    | 2010-2013                                                    | 2012-2013                                                     |
| Identificación del motor       | M57 TU2D30                                                 | N57 D30OL                                                  | M57 TU2D30 TOP                                               | N57 D30 TOP                                                  | N57 30S                                                       |
| Tipo de motor                  | L6 24v, inyección directa, common-rail, turbo, intercooler | L6 24v, inyección directa, common-rail, turbo, intercooler | L6 24v, inyección directa, common-rail, biturbo, intercooler | L6 24v, inyección directa, common-rail, biturbo, intercooler | L6 24v, inyección directa, common-rail, triturbo, intercooler |
| Diámetro x carrera             | 84.0 mm × 90.0 mm                                          | 84.0 mm × 90.0 mm                                          | 84.0 mm × 90.0 mm                                            | 84.0 mm × 90.0 mm                                            | 84.0 mm × 90.0 mm                                             |
| Cilindrada                     | 2993 cm³                                                   | 2993 cm³                                                   | 2993 cm³                                                     | 2993 cm³                                                     | 2993 cm³                                                      |
| Relación de compresión         | 17.0: 1                                                    | 16.5: 1                                                    | 17.0: 1                                                      | 16.5: 1                                                      | 16.5: 1                                                       |
| Potencia máxima: CV (kW) @ rpm | 235 CV (173 kW) @ 4000                                     | 245 CV (180 kW) @ 4000                                     | 286 CV (210 kW) @ 4400                                       | 306 CV (225 kW) @ 4400                                       | 381 CV (280 kW) @ 4000-4400                                   |
| Par máximo: Nm @ rpm           | 520 Nm @ 2000-2750                                         | 540 Nm @ 1750-3000                                         | 580 Nm @ 1750-2250                                           | 600 Nm @ 1500-2500                                           | 740 Nm @ 2000-3000                                            |
| Tracción                       | Total (xDrive)                                             | Total (xDrive)                                             | Total (xDrive)                                               | Total (xDrive)                                               | Total (xDrive)                                                |
| Transmisión                    | Automática, 6 velocidades                                  | Automática, 8 velocidades                                  | Automática, 6 velocidades                                    | Automática, 8 velocidades                                    | Automática, 8 velocidades                                     |
| Peso                           | 2075 kg                                                    | 2075 kg                                                    | 2110 kg                                                      | 2110 kg                                                      | 2225 kg                                                       |
| Aceleración 0–100 km/h         | 8.1 s                                                      | 7.6 s                                                      | 7.0 s                                                        | 6.6 s                                                        | 5.4 s                                                         |
| Velocidad máxima               | 210 km/h                                                   | 222 km/h                                                   | 235 km/h                                                     | 236 km/h                                                     | 250 km/h (Limitada electrónicamente)                          |
| Consumo combinado (L/100 km)   | 8.1                                                        | 7.4                                                        | 8.3                                                          | 7.5                                                          | 7.5                                                           |

### BMW X5 ///M
El BMW X5 M es la versión más deportiva de la gama X5. Es, junto al X6 M, el primer BMW M con tracción total. Tiene un motor de gasolina con ocho cilindros en V y 4,4 litros que da 555 CV. Tiene inyección directa y dos turbocompresores de doble entrada (más información del motor). Va asociado a una caja de cambios automática de seis velocidades («M Sport-Automatic»).
El X5 M acelera de 0 a 100 km/h en 4,7 s y tiene una velocidad máxima limitada a 250 km/h (275 km/h con el paquete «Driver M», que incluye un curso de conducción en circuito). El consumo medio homologado es 13,9 l/100 km.El X5 M tiene un diferencial trasero especial («Dynamic Performance Control») que permite variar la fuerza que realizan las dos ruedas traseras de forma independiente tanto en la fase de aceleración como en la de retención. La tracción es permanente a las cuatro ruedas («xDrive»), como en cualquier otro X5.

### Galería

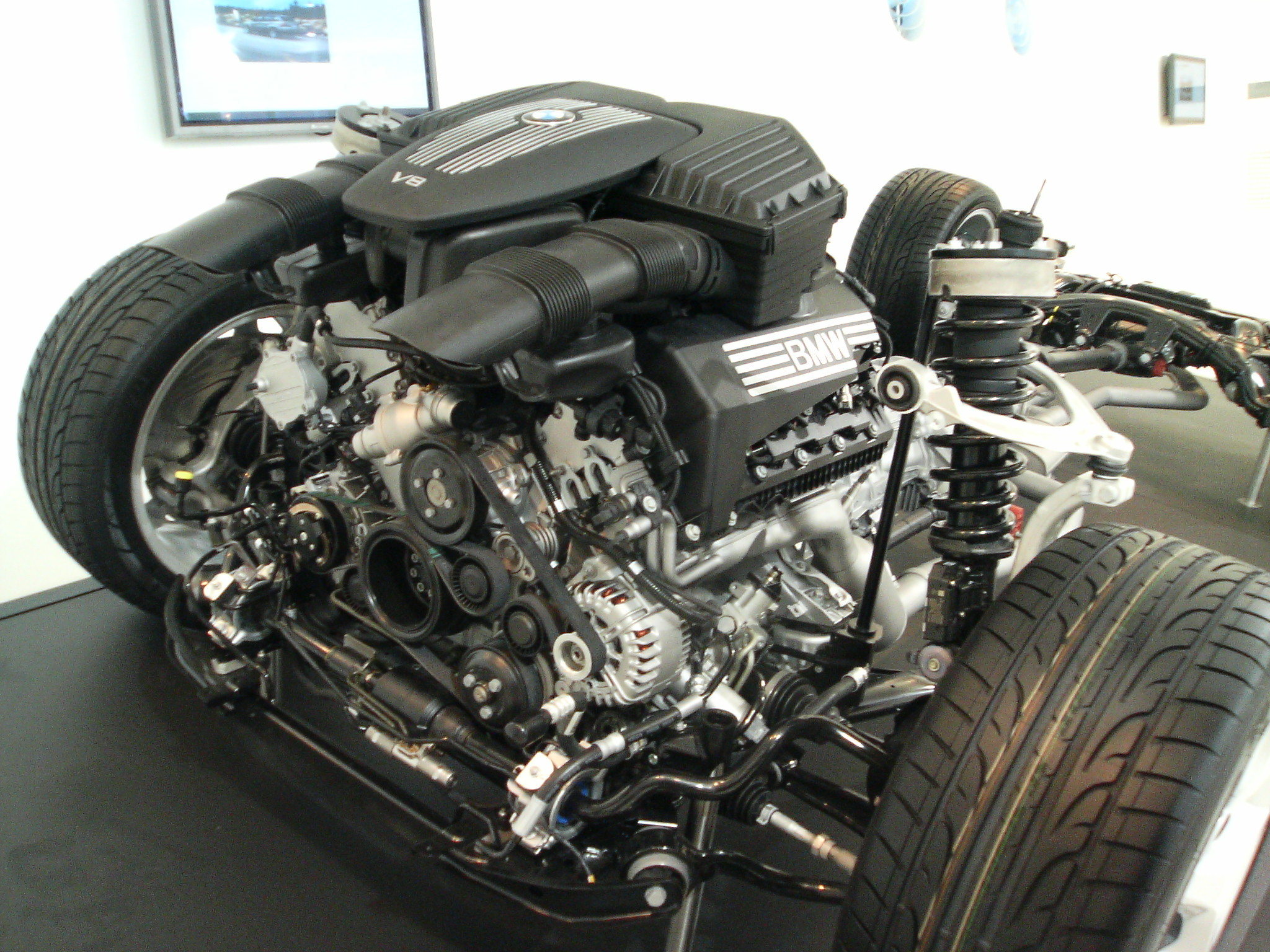
V8 del BMW X5.
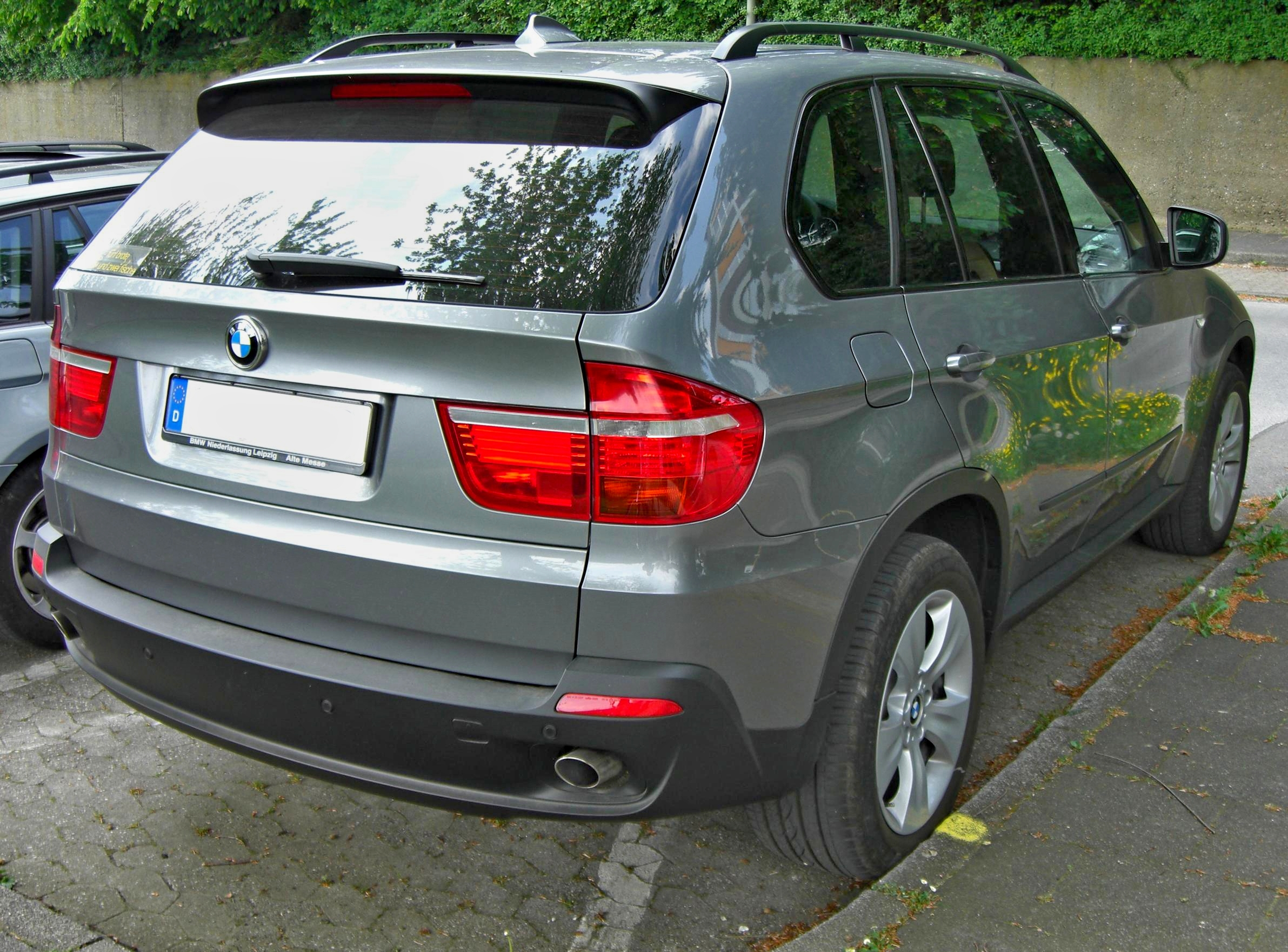
Parte trasera X5.
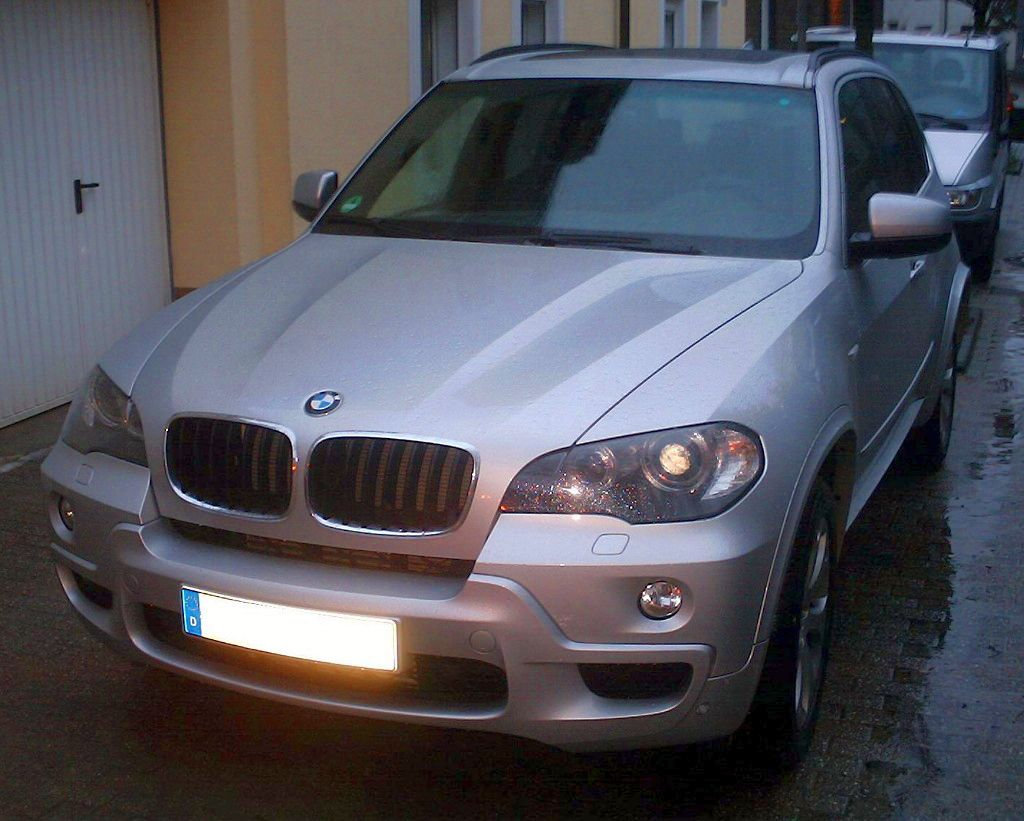
Frontal X5 M-Paket (2008).
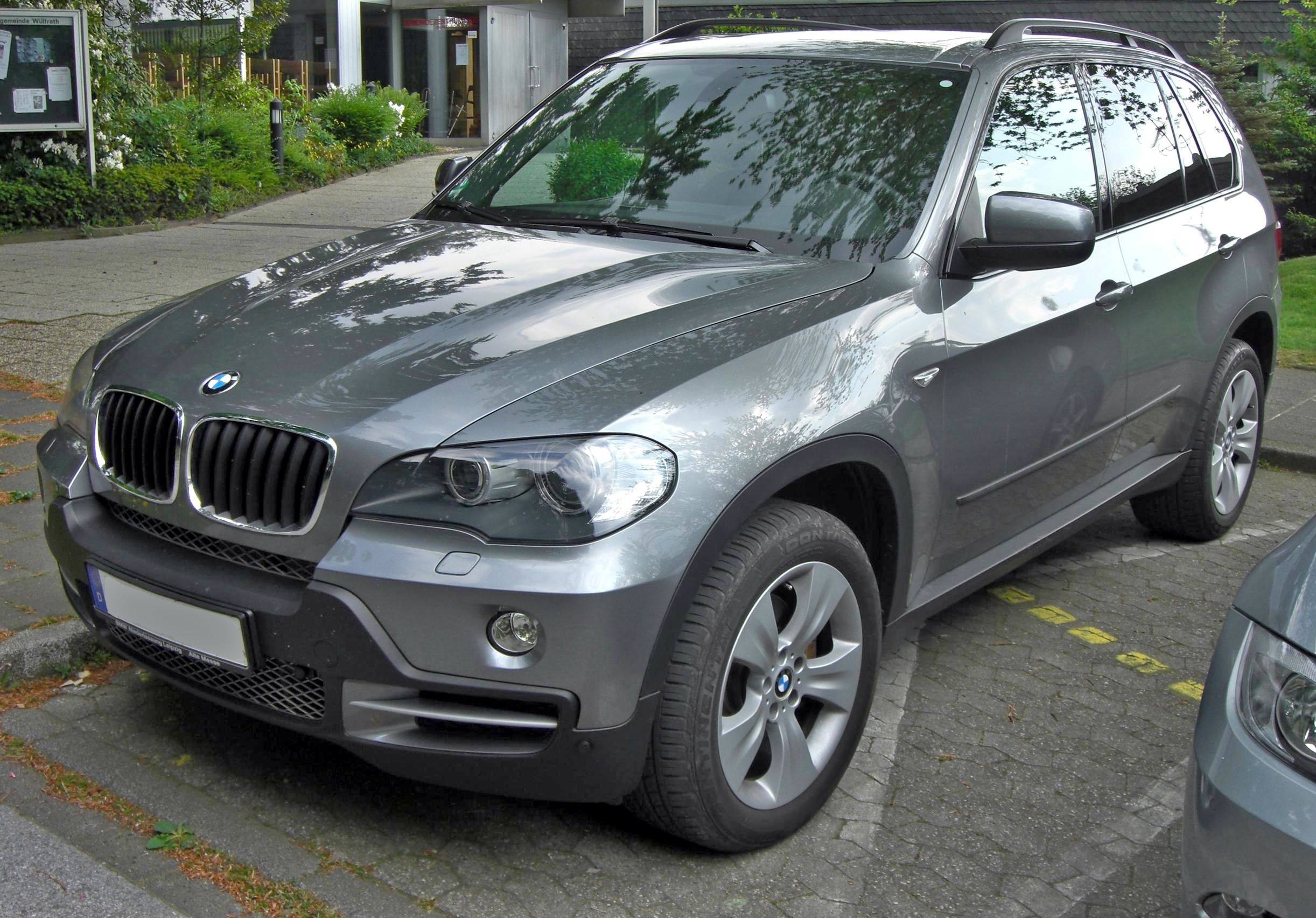
Frontal X5 (E70).
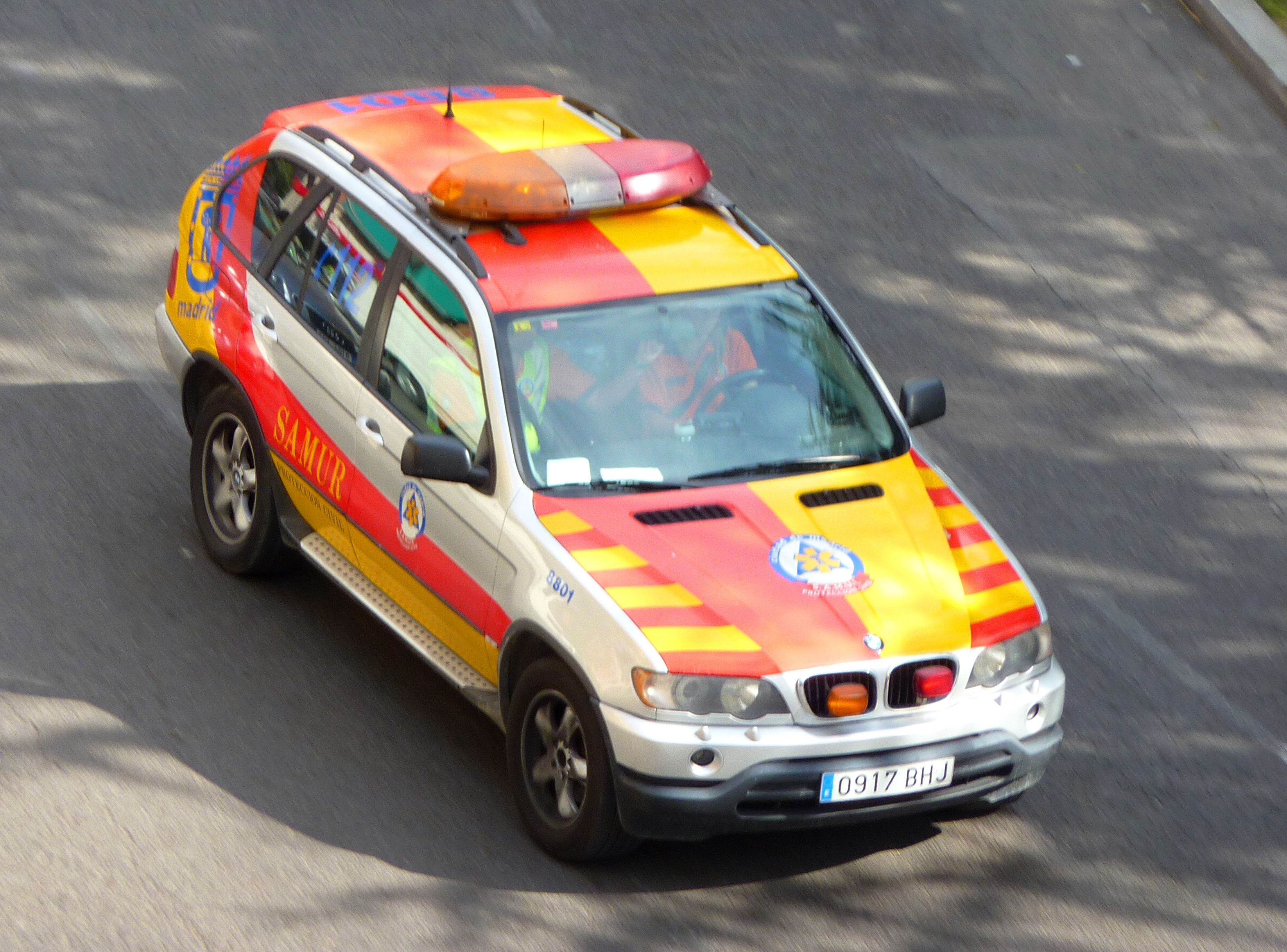
BMW X5 del Samur del Ayuntamiento de Madrid.

## Tercera generación (F15, 2013-2018)

### Motorizaciones
| Periodo                        | 2013-2018                                                 | 2015-2018                                                                           | 2013-2018                                         | 2015-2018                                         |                |                |
| Identificación del motor       | N55 B30                                                   | N20 B20                                                                             | N63 TUB44                                         | S63 TUB44                                         |                |                |
| Tipo de motor                  | L6 24v, inyección directa, turbo twin-scroll, intercooler | L4 16v, inyección directa, turbo twin-scroll, intercooler, motor eléctrico (113 CV) | V8 32v, inyección directa, twinturbo, intercooler | V8 32v, inyección directa, twinturbo, intercooler |                |                |
| Diámetro x carrera             | 84.0 mm × 89.6 mm                                         | 84.0 mm × 90.1 mm                                                                   | 89.0 mm × 88.3 mm                                 | 89.0 mm × 88.3 mm                                 |                |                |
| Cilindrada                     | 2979 cm³                                                  | 1997 cm³                                                                            | 4395 cm³                                          | 4395 cm³                                          |                |                |
| Relación de compresión         | 10.2: 1                                                   | 10.0: 1                                                                             | 10.0: 1                                           | 10.0: 1                                           |                |                |
| Potencia máxima: CV (kW) @ rpm | 306 CV (225 kW) @ 5800-6250                               | 245 CV (180 kW) @ 5000-6000                                                         | 450 CV (330 kW) @ 5500-6000                       | 575 CV (423 kW) @ 6000-6500                       |                |                |
| Par máximo: Nm @ rpm           | 400 Nm @ 1200-5000                                        | 350 Nm @ 1250-4800                                                                  | 650 Nm @ 1750-4500                                | 750 Nm @ 2200-5000                                |                |                |
| Tracción                       | Total (xDrive)                                            | Total (xDrive)                                                                      | Total (xDrive)                                    | Total (xDrive)                                    | Total (xDrive) | Total (xDrive) |
| Transmisión                    | Automática, 8 velocidades                                 | Automática, 8 velocidades                                                           | Automática, 8 velocidades                         | Automática, 8 velocidades                         |                |                |
| Peso                           | 2105 kg                                                   | 2305 kg                                                                             | 2250 kg                                           | 2350 kg                                           |                |                |
| Aceleración 0–100 km/h         | 6.5 s                                                     | 6.8 s                                                                               | 4.9 s                                             | 4.2 s                                             |                |                |
| Velocidad máxima               | 235 km/h                                                  | 210 km/h                                                                            | 250 km/h (Limitada electrónicamente)              | 250 km/h (Limitada electrónicamente)              |                |                |
| Consumo combinado (L/100 km)   | 8.5                                                       | 8.4                                                                                 | 10.4                                              | 11.1                                              |                |                |
| Normativa anticontaminación    | Euro 6                                                    | Euro 6                                                                              | Euro 6                                            | Euro 6                                            |                |                |

| Periodo                        | 2013-2015                                                    | 2015-presente                                                | 2013-presente                                              | 2013-presente                                                | 2013-presente                                                 |
| Identificación del motor       | N47 D20                                                      | B47 D20                                                      | N57 D30                                                    | N57 D30 TOP                                                  | N57 30S                                                       |
| Tipo de motor                  | L4 16v, inyección directa, common-rail, biturbo, intercooler | L4 16v, inyección directa, common-rail, biturbo, intercooler | L6 24v, inyección directa, common-rail, turbo, intercooler | L6 24v, inyección directa, common-rail, biturbo, intercooler | L6 24v, inyección directa, common-rail, triturbo, intercooler |
| Diámetro x carrera             | 84.0 mm × 90.0 mm                                            | 84.0 mm × 90.0 mm                                            | 84.0 mm × 90.0 mm                                          | 84.0 mm × 90.0 mm                                            | 84.0 mm × 90.0 mm                                             |
| Cilindrada                     | 1995 cm³                                                     | 1995 cm³                                                     | 2993 cm³                                                   | 2993 cm³                                                     | 2993 cm³                                                      |
| Relación de compresión         | 16.5: 1                                                      | 16.5: 1                                                      | 16.5: 1                                                    | 16.5: 1                                                      | 16.5: 1                                                       |
| Potencia máxima: CV (kW) @ rpm | 218 CV (160 kW) @ 4400                                       | 231 CV (170 kW) @ 4400                                       | 258 CV (190 kW) @ 4000                                     | 313 CV (230 kW) @ 4400                                       | 381 CV (280 kW) @ 4000-4400                                   |
| Par máximo: Nm @ rpm           | 450 Nm @ 1500-2500                                           | 500 Nm @ 1500-3000                                           | 560 Nm @ 1500-3000                                         | 630 Nm @ 1500-2500                                           | 740 Nm @ 2000-3000                                            |
| Tracción                       | Trasera / Total (xDrive)                                     | Trasera / Total (xDrive)                                     | Total (xDrive)                                             | Total (xDrive)                                               | Total (xDrive)                                                |
| Transmisión                    | Automática, 8 velocidades                                    | Automática, 8 velocidades                                    | Automática, 8 velocidades                                  | Automática, 8 velocidades                                    | Automática, 8 velocidades                                     |
| Peso                           | 2070-2115 kg                                                 | 1995-2040 kg                                                 | 2145 kg                                                    | 2185 kg                                                      | 2265 kg                                                       |
| Aceleración 0–100 km/h         | 8.2 s                                                        | 7.7 s                                                        | 6.9 s                                                      | 5.9 s                                                        | 5.3 s                                                         |
| Velocidad máxima               | 220 km/h                                                     | 220 km/h                                                     | 230 km/h                                                   | 236 km/h                                                     | 250 km/h (Limitada electrónicamente)                          |
| Consumo combinado (L/100 km)   | 8.2                                                          | 7.4                                                          | 8.3                                                        | 7.5                                                          | 7.7                                                           |
| Normativa anticontaminación    | Euro 6                                                       | Euro 6                                                       | Euro 6                                                     | Euro 6                                                       | Euro 6                                                        |

## Cuarta generación (G05; 2018–presente)

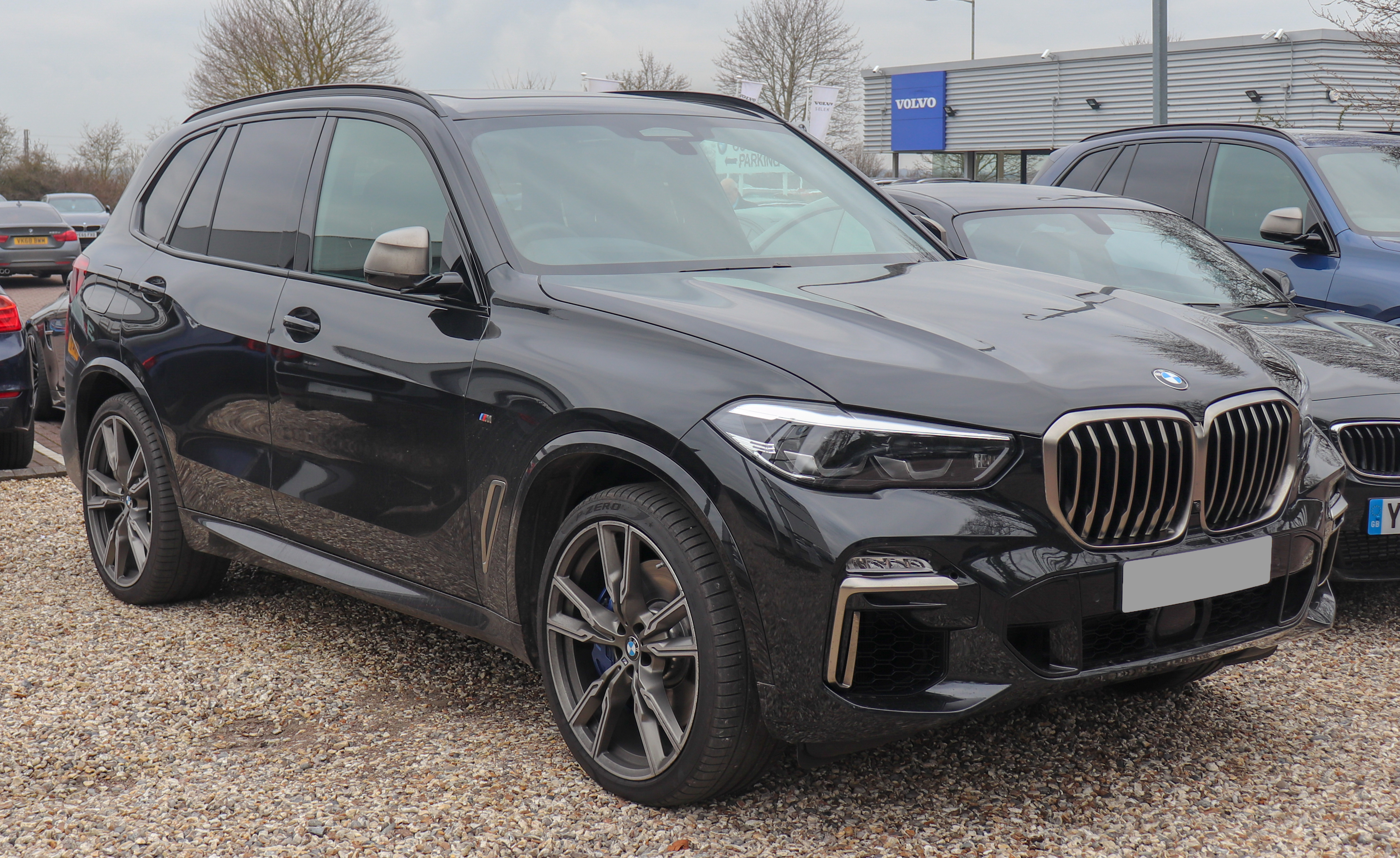
BMW G05

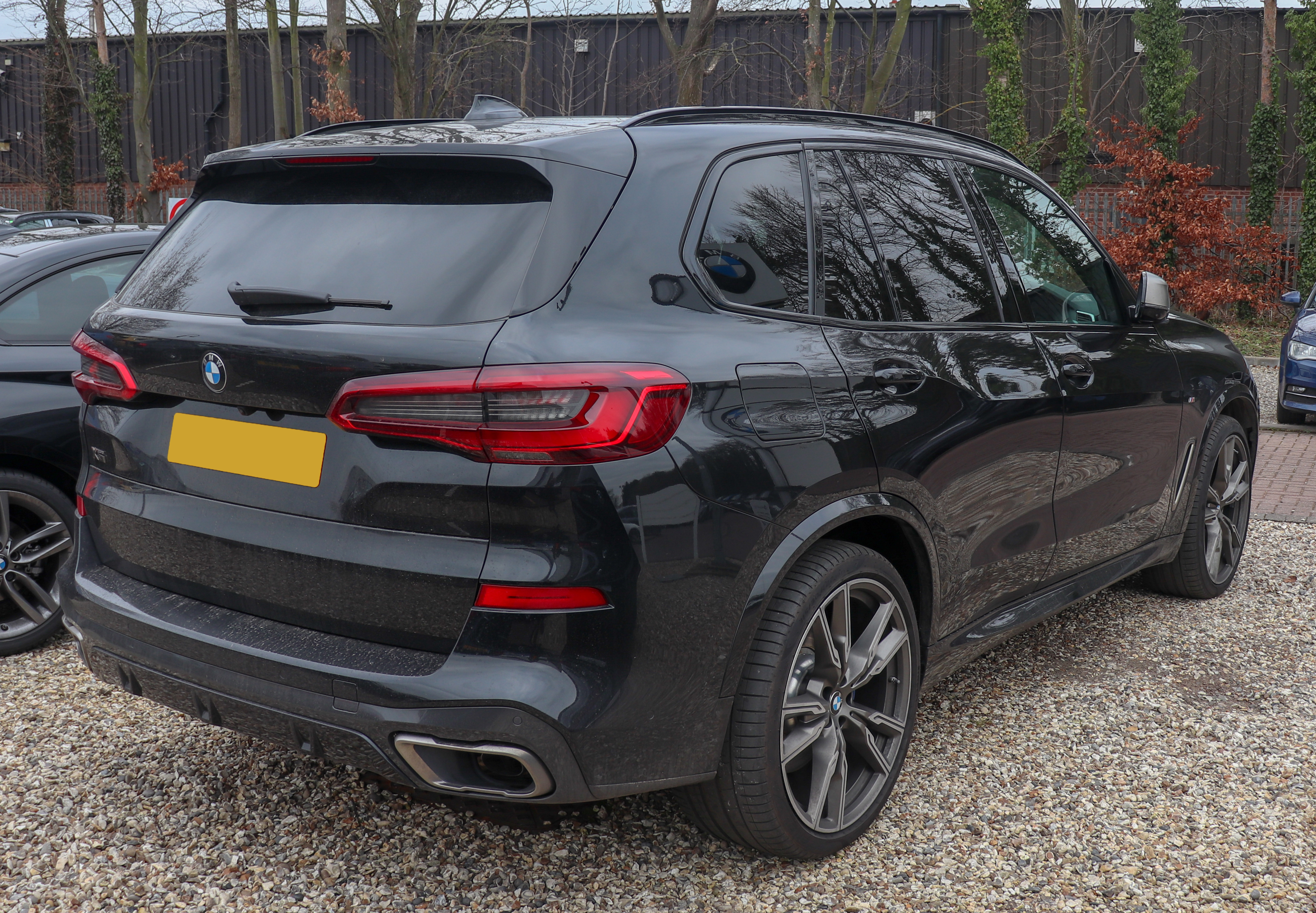
BMW G05

El nuevo G05 X5 es la cuarta y actual generación del modelo X5 que fue presentado en junio y puesto a la venta en noviembre de 2018. Está basado en la nueva plataforma (CLAR) que comparte con otros modelos de BMW. Todos los modelos presentan el sistema xDrive con tracción integral, y las opciones de motorización incluyen motores gasolina 6 en línea turbo cargados y V8 , la configuración diésel cuenta con motores de 6 cilindros. Además pueden ser acompañados de transmisiones de hasta 8 velocidades.
En 2023 se vendía el X5 xDrive 25d, cuya circulación y estacionamiento se restringían en Madrid y otras alcaldías españolas por ostentar la clasificación "C".
| Motores de gasolina | Motores de gasolina | Motores de gasolina | Motores de gasolina | Motores de gasolina | Motores de gasolina | Motores de gasolina | Motores de gasolina | Motores de gasolina | Motores de gasolina | Motores de gasolina | Motores de gasolina | Motores de gasolina | Motores de gasolina | Motores de gasolina | Motores de gasolina | Motores de gasolina | Motores de gasolina | Motores de gasolina | Motores de gasolina |  |  |
| ------------------- | ------------------- | ------------------- | ------------------- | ------------------- | ------------------- | ------------------- | ------------------- | ------------------- | ------------------- | ------------------- | ------------------- | ------------------- | ------------------- | ------------------- | ------------------- | ------------------- | ------------------- | ------------------- | ------------------- |  |  |